# Hermann Minkowski
Hermann Minkowski, född den 22 juni 1864 i Aleksotas, Kaunas, Guvernementet Kovno, Kejsardömet Ryssland, (numera Litauen), död den 12 januari 1909 i Göttingen, var en tysk matematiker. Han var bror till Oskar Minkowski.
Minkowski studerade kvadratiska former och generaliserade avståndsbegreppet i n-dimensionella rum. Efter att Albert Einstein hade publicerat sin speciella relativitetsteori 1905 inspirerades Minkowski att utveckla Minkowski-rummet, ett fyrdimensionellt vektorrum som kom att bli grunden för Einsteins allmänna relativitetsteoris beskrivning av rumtiden. Minkowski undervisade i Bonn och Zürich innan han blev professor i Göttingen från 1902.

## Eftermäle
Nedslagskrater Minkowski på månen och asteroiden 12493 Minkowski är båda uppkallade efter honom.